# Saray Khumalo
Saray N’kusi Khumalo (ur. w 1972 r. w Zambii) – południowoafrykańska odkrywczyni, himalaistka i polarniczka. W maju 2019 jako pierwsza Afrykanka w historii zdobyła szczyt Mount Everest. 
W 2019 (wg innego źródła 1 stycznia 2020 r.) jako pierwsza Afrykanka zdobyła biegun południowy (trasa last degree).

## Wspinaczka wysokogórska
Przed swoim sukcesem w 2019 roku, kilkakrotnie próbowała wspiąć się na Mount Everest. Pierwszą próbę podjęła w 2014 roku: wyprawę zatrzymała lawina, która zabiła 16 przewodników. Ponownie wyruszyła w 2015 roku, ale tym razem  trzęsienie ziemi w Nepalu przeszkodziło w realizacji celu. Ostatnia próba Saray Khumalo, przed ostatecznym sukcesem, miała miejsce w 2017 roku: została wówczas zmuszona do zawrócenia z powodu złych warunków pogodowych.
Zdobyła także sześć ważnych szczytów górskich, w tym Kilimandżaro w Tanzanii, Aconcagua w Argentynie i Elbrus w Rosji.

### Zdobyte szczyty górskie[5]
- Aconcagua (Argentyna)  - 2015
- Kilimandżaro (Tanzania) - 2012
- Elbrus (Rosja) - 2014
- Mount Everest (Nepal) - 16 maja 2019 r[7].
- Denali (USA) - 2022
- Masyw Vinsona (Antarktyda) - 2022
- Góra Kościuszki (Australia) - 2023

## Filantropia
Saray Khumalo jest ambasadorką Nelson Mandela Libraries, inicjatywy zbierającej fundusze za pośrednictwem wspinaczki górskiej. Pozyskiwane środki wspierają takie projekty jak iSchoolAfrica, Lunch Box Fund i projekt Mandela Library w Tembisa w Johannesburgu. Jest laureatką wielu nagród. Ma dwoje dzieci.